# Annot Robinson
Annot Robinson, född 1874, död 1925, var en skotsk kvinnorättsaktivist och pacifist. 
Hon arbetade som skollärare. Hon valdes 1906 till första sekreterare för Dundee-avdelningen av Women's Social and Political Union. 1908 dömdes hon till sex månaders fängelse för att ha försökt bryta sig in i House of Commons. Hon blev 1915 en av grundarna av Internationella kvinnoförbundet för fred och frihet. 